# Aubade (Berlioz)
Pour les articles homonymes, voir Aubade.
L'Aubade est une mélodie composée par Hector Berlioz sur un poème d'Alfred de Musset, pour soprano ou ténor accompagnés par un sextuor de cuivres. Composée en 1839, orchestrée en 1850, elle est référencée H78 dans le catalogue des œuvres de Berlioz établi par le musicologue américain Dallas Kern Holoman.

## Présentation

### Composition
Hector Berlioz entreprend la composition de son aubade en 1839. Initialement pour voix et deux cors, elle est achevée le 24 mai 1939. L'instrumentation est révisée en 1850 :
| Instrumentation de l'Aubade                                  |
| Cuivres                                                      |
| 2 cornets à pistons en Ut, 2 cors en Ré, 2 cors de Ut grave. |

La mélodie, en sol majeur, Allegretto non troppo presto à 
, est référencée H78 dans le catalogue des œuvres de Berlioz de Berlioz établi par le musicologue américain Dallas Kern Holoman, dans la première et la seconde version :
- H78A : pour soprano ou ténor et deux cors ;
- H78B : pour soprano ou ténor, 2 cornets à pistons, 4 cors.

Cette Aubade entre donc dans la catégorie des mélodies de salon ou des mélodies avec orchestre.

### Poème et musique
Berlioz met en musique l'intégralité du poème d'Alfred de Musset, Le lever, ses quatorze mesures de mélodie alternant avec quatre mesures de prélude pour suivre les sept sixains : 

« Assez dormir, ma belle !
Ta cavale isabelle
Hennit sous tes balcons.
Vois tes piqueurs alertes,
Et sur leurs manches vertes
Les pieds noirs des faucons. »

— Alfred de Musset, Contes d'Espagne et d'Italie (1830), « Le lever ».

La collaboration entre Berlioz et Musset est peu probable : « Tout en reconnaissant en lui le poète, Berlioz ne semble pas avoir éprouvé d'estime particulière pour l'homme ». Dans une lettre datée du 7 mai 1857, cinq jours après la mort de Musset, il confie : 

« L'Académie française vient de perdre un vrai poète, Alfred de Musset. Il est mort par suite de sa passion pour l'absinthe, ou plutôt pour l'ivresse causée par cette boisson. Quelle pitoyable manière d'user sa vie ! C'était un sauvage peu gracieux ! Je le détestais. Ce sentiment est fort désagréable, on voudrait aimer les gens qu'on admire. »

De fait, Gérard Condé s'étonne « que Berlioz, dont le talent littéraire n'est plus à souligner et qui savait aussi écrire en vers sans se déshonorer, n'ait guère mis en musique les grands poètes de son temps avec lesquels il était plus ou moins lié. Vigny, en premier lieu, qu'il appelait familièrement « Mon cher poète », Heine. C'est, selon lui, par hasard qu'il choisit La Captive dans Les Orientales de Victor Hugo. Il ne songea pas à publier l'Aubade sur des vers de Musset ».

## Analyse
L'Aubade est, selon  Gérard Condé, une « pure fantaisie d'écriture, chose assez rare chez Berlioz. Cette mélodie repose exclusivement sur une échelle de tierces (do, mi, sol, si, ré, fa , la) à laquelle sont empruntées toutes les notes du chant et les tonalités passagères ».

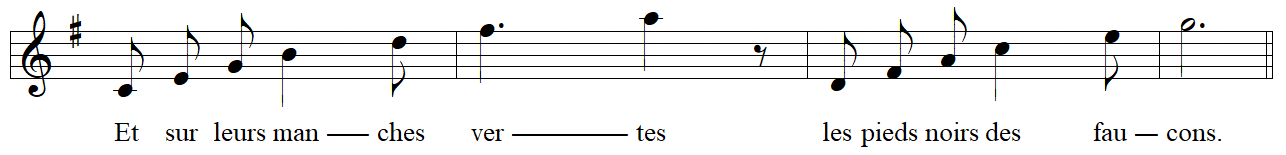
Hector Berlioz, Aubade (mesures 15 à 18).

### Ouvrages généraux
- Gérard Condé et Brigitte François-Sappey et Gilles Cantagrel (dir.), Guide de la mélodie et du lied, Paris, Fayard, coll. « Les Indispensables de la musique », 1994, 916 p. (ISBN 2-213-59210-1, OCLC 417117290, BNF 35723610), « Hector Berlioz », p. 44–53.
- Alfred de Musset et Maurice Allem (éd.), Poésies complètes, Paris, Éditions Gallimard, coll. « Bibliothèque de la Pléiade » (no 12), 1993 (1re éd. 1957), XXVIII-940 p. (ISBN 2-07-010387-0).

### Monographies
- Pierre Citron, Calendrier Berlioz, Cahiers Berlioz no 4, La Côte-Saint-André, Musée Hector-Berlioz, 2000, 252 p. (ISSN 0243-3559).
- Pierre-René Serna, Berlioz de B à Z, Paris, Van de Velde, 2006, 264 p. (ISBN 2-85868-379-4).
- Pierre-René Serna, Café Berlioz, Paris, Bleu nuit éditeur, 2019, 176 p. (ISBN 978-2-35884-058-3), « Berlioz et Musset », p. 79-83.

## Discographie
- Howard Crook (ténor), solistes de l'orchestre de l'Opéra de Lyon dirigé par John Eliot Gardiner (Intégrale des mélodies avec orchestre) Erato 0927-49583-2, 1989.